# Sukhoi Log (Bélgorod)
|  | Per a altres significats, vegeu «Sukhoi Log». |

Sukhoi Log - Сухой Лог (rus) - és un poble (un khútor) de l'óblast de Bélgorod, a Rússia. El 2021 tenia 84 habitants. Pertany al districte (raion) de Rakítnoie.